# Microsoft Comic Chat
Microsoft Chat (dawniej Microsoft Comic Chat) – graficzny klient sieci IRC stworzony przez firmę Microsoft. Wypowiedzi ircowników przedstawiane są w formie komiksu (autorem grafiki jest rysownik Jim Woodring), a każdy użytkownik wybiera sobie własny avatar. Pierwszy raz Microsoft Chat zaprezentowany został wraz z trzecią wersją Internet Explorera, w roku 1996. Microsoft Chat był rozwijany przez pracownika Microsoftu Davida Kurlandera wraz z grupą Virtual Worlds z Microsoft Research. Ostatnia wersja programu pojawiła się w czerwcu 1998.
Od 17 sierpnia 1998 publikowany jest internetowy komiks Jerkcity, w którym wykorzystywane są postacie znane z programu.